# 鄭郛
鄭郛（？—？），號海嶽，四川順慶府广安州人，明朝政治人物。

## 生平
万历十九年（1591年）辛卯科四川乡试第四名舉人，二十九年（1601年）辛丑科進士，工部觀政，授苏州府推官，内升吏部稽勲司主事，任浙江乡试正考官。

## 家族
曾祖鄭尚美，寿官。祖父鄭珍，郎官。父鄭聚東。